# Братиславська фондова біржа
Братиславська фондова біржа (словац. Burza cenných papierov v Bratislave) — словацька фондова біржа. Розташована в столиці Словаччини — Братиславі. Була заснована 15 березня 1991 року у відповідності з указом Міністерства фінансів Словаччини від 1990 року, і є організатором публічних торгів цінних паперів. Перші торги стали проводитися з 6 квітня 1993 року.